# Tarenna uniflora
Tarenna uniflora là một loài thực vật có hoa trong họ Thiến thảo. Loài này được Homolle miêu tả khoa học đầu tiên năm 1938.